# Blis-et-Born
Blis-et-Born (trong tiếng Occitan Blis e Bòrn) là một xã của Pháp, nằm ở tỉnh Dordogne trong vùng Aquitaine của Pháp. Xã này có diện tích 20,2 km2, dân số năm 1999 là 332 người. Xã nằm ở khu vực có độ cao trung bình 230 m trên mực nước biển.

## Thông tin nhân khẩu
| Năm | 1962 | 1968 | 1975 | 1982 | 1990 | 1999 |
| --- | ---- | ---- | ---- | ---- | ---- | ---- |
| Dân số | 318  | 251  | 235  | 273  | 305  | 332  |
| From the year 1962 on: No double counting—residents of multiple communes (e.g. students and military personnel) are counted only once. |      |      |      |      |      |      |